# Guldental
Guldental település Németországban, Rajna-vidék-Pfalz tartományban. Lakosainak száma 2449 fő (2023. december 31.).

## Népesség
A település népességének változása:
| Lakosok száma | 2110 | 2532 | 2449 | 2475 | 2402 | 2451 | 2449 |
|               | 1975 | 2010 | 2017 | 2019 | 2021 | 2022 | 2023 |